# Yingshanosaurus
Yingshanosaurus jichuanensis
Ne doit pas être confondu avec le sauropodomorphe Jingshanosaurus.
Ne doit pas être confondu avec le titanosaure Jiangshanosaurus.
Genre
Espèce
Yingshanosaurus est un genre éteint de dinosaures ornithischiens de la famille des stégosauridés. Il a vécu au Jurassique supérieur, probablement au Kimméridgien inférieur, il y a environ 155 Ma (millions d'années) dans ce qui est aujourd’hui la Chine.
Une seule espèce est rattachée au genre, Yingshanosaurus jichuanensis, décrite pour la première fois par Zhou Shiwu en 1986 au Colloque International de Paléontologie de Toulouse sur « Les Dinosaures de La Chine à La France ». Le genre est cependant resté un nomen nudum pour une partie des paléontologues avant sa description complète en 1994 par Zhu Songlin.

## Étymologie
Le nom de genre Yingshanosaurus regroupe le nom du district de Yingshan dans la province du Sichuan où le fossile a été découvert, associé au grec ancien « saûros » qui signifie « lézard » pour donner « lézard de Yingshan ». Le nom d'espèce jichuanensis fait référence au site de la découverte : Jichuan.

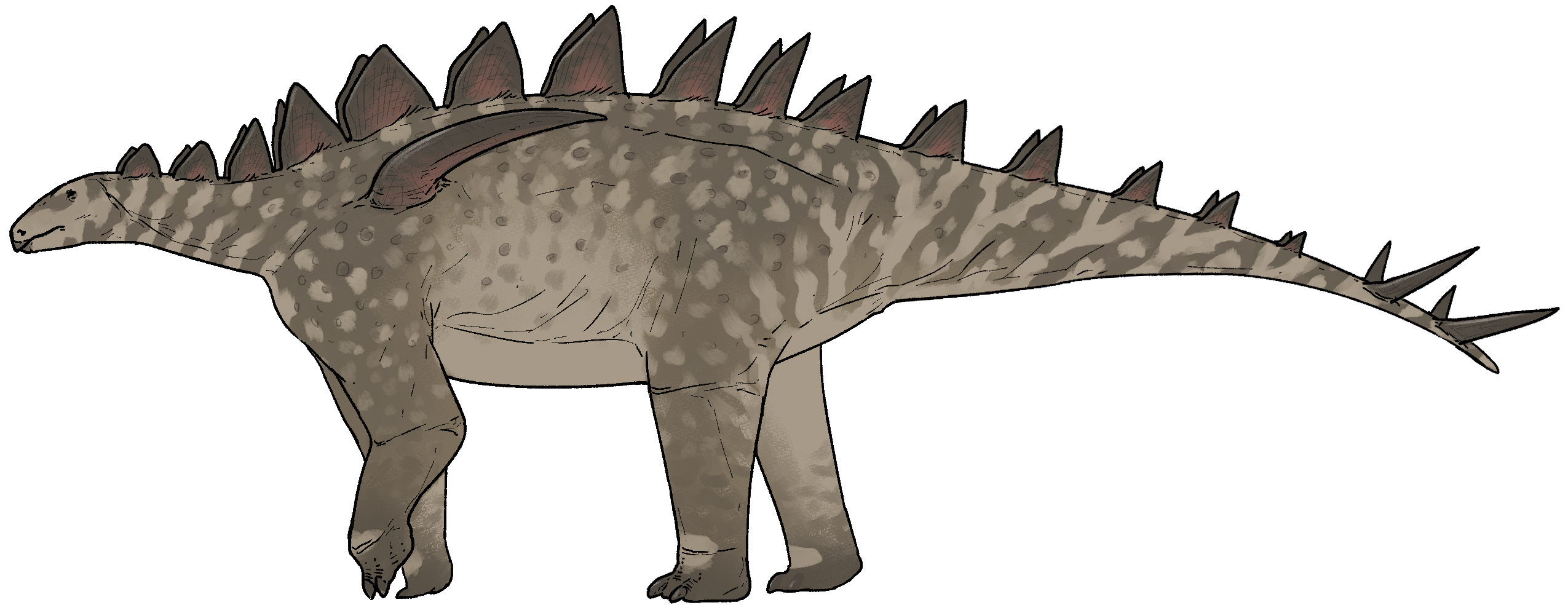

## Découverte
L'holotype, référencé CV OO722, a été découvert dans la partie supérieure de la formation géologique de Shaximiao. Les restes fossiles se composent d'un squelette partiel avec un crâne très fragmentaire, ils appartiennent à un spécimen adulte. 
Dans le cadre d'une revue des stégosaures chinois du Jurassique supérieur en 2006, la paléontologue Susannah Maidment indique que cet holotype n'a pas pu être retrouvé.

## Description
Yingshanosaurus était un dinosaure herbivore d'une longueur totale de 4 à 5 mètres. Comme Gigantspinosaurus, il est caractérisé par une paire de très grandes épines, longues de 80 centimètres, situées au niveau de ses épaules.